# ¿Dónde están los ladrones?
¿Dónde están los ladrones? è il quarto album in studio della cantante colombiana Shakira, pubblicato il 29 settembre 1998 dalla Epic Records.
Primo progetto discografico della cantante candidato ai Grammy Awards nella categoria di miglior album rock latino o latino alternativo, l'album è stato inserito nella lista redatta da Rolling Stone de i 500 migliori album nel 2020, ottenendo il sostegno della critica specializzata e vincendo un Billboard Latin Music Award, Premios Gardel e un Premio Lo Nuestro.
Commercialmente l'album è il primo di Shakira a esordire nella Billboard 200 statunitense, oltre che il primo a raggiungere la prima posizione della Billboard Top Latin Albums, divenendo il nono album di musica latina più venduto negli Stati Uniti d'America secondo Nielsen Soundscan al 2017.

## Descrizione
L'album fu scritto dopo che la valigia che conteneva 30 nuovi brani della cantante le venne rubata in aeroporto. Malgrado un iniziale smarrimento, Shakira si iniziò immediatamente a ri-comporre i nuovi pezzi di questo disco tra cui la canzone che dà il titolo all'album, ¿Dónde están los ladrones?, e che Shakira scrisse proprio in ricordo del furto subito. 
L'album si apre con Ciega, sordomuda, che descrive l'amore come uno stato di trance ipnotica che quasi assorda e acceca ed musicalmente è caratterizzato dalla musica messicana. Si te vas, invece, parla di una ragazza che avverte il proprio amante che se se ne va e la tradisce, che non osi più ritornare. Moscas en la casa descrive il dolore provato quando la persona amata è lontana, mentre in No creo Shakira afferma di non credere in nessun'altra cosa, nemmeno in sé stessa, se non nel vero amore. Inevitable è invece un vero e proprio esame di coscienza della cantante e Octavo día mostra un ipotetico punto di vista secondo il quale Dio, l'ottavo giorno dalla creazione della Terra, abbia fatto una pausa, e appena è tornato abbia visto il mondo in rovina, con gli uomini sulla Terra comandati dagli altri «come pezzi degli scacchi», e abbia infine deciso di diventare una persona normale. Que vuelvas, simile musicalmente a Estoy aquí del precedente Pies descalzos (1995), descrive l'ardente desiderio della protagonista che il suo amante ritorni in quanto non può nascondere «quel paio di ali rotte»; (Cómo escondo este par de alas rotas) in Tú viene invece descritto l'amore in tutta la sua dolcezza. L'omonima ¿Dónde están los ladrones?, invece, musicalmente caratterizzata da una chitarra elettrica e un'armonica, è una critica sociale che esprime il concetto che ciascuno di noi può essere il «ladro della situazione»: ¿Y qué pasa si son ellos? ¿Y qué pasa si soy yo? El que toca esta guitarra o la que canta esta canción ("che succede se son loro, che succede se sono io, quello che suona questa chitarra o quella che canta questa canzone"). Sombras de ti descrive una ragazza che ricorda ancora i momenti passati col suo ex-amante come fossero ombre; nell'ultima canzone, Ojos así, caratterizzata da un sound da antico oriente e una preghiera in arabo nel ritornello, la protagonista afferma che «ha viaggiato dal Bahrein fino al Beirut, è stata dal Nord al Polo Sud» e non ha mai trovato degli occhi come quelli del suo amato.

## Riconoscimenti
Grammy Award
- 1999 – Candidatura al miglior album rock latino o latino alternativo

Billboard Music Award
- 1999 – Miglior album pop femminile

Premios Gardel
- 2000 – Album dell'anno

Premio Lo Nuestro
- 1999 – Album pop dell'anno

## Tracce
Testi di Shakira Mebarak.
1. Ciega, sordomuda – 4:27 (musica: Shakira Mebarak, 
Fabio Alonso Salgado)
2. Si te vas – 3:30 (musica: Shakira Mebarak, Luis Fernando Ochoa)
3. Moscas en la casa – 3:31 (musica: Shakira Mebarak)
4. No creo – 3:52 (musica: Shakira Mebarak, Luis Fernando Ochoa)
5. Inevitable – 3:12 (musica: Shakira Mebarak, Luis Fernando Ochoa)
6. Octavo día – 4:31 (musica: Shakira Mebarak, Lester Mendez)
7. Que vuelvas – 3:50 (musica: Shakira Mebarak)
8. Tú – 3:34 (musica: Shakira Mebarak, Dillon O'Brian)
9. ¿Dónde están los ladrones? – 3:13 (musica: Shakira Mebarak, Luis Fernando Ochoa)
10. Sombra de ti – 3:33 (musica: Shakira Mebarak, Luis Fernando Ochoa)
11. Ojos así – 3:55 (musica: Shakira Mebarak, Pablo Flores, Javier Garza)

Durata totale: 41:08

## Formazione
- Shakira - voce
- John Falcone - basso
- Julio Hernandez - basso
- Luis Fernando Ochoa - basso, chitarra, tamburello
- Brendan Buckley - batteria
- Lee Levin - batteria
- A.J Niilo - chitarra acustica
- Dan Warner - chitarra acustica
- Marcello Azevedo - chitarra acustica, viola
- Adam Zimmon - chitarra, chitarra elettrica
- Michelle Massad - oud
- Joe Zeytoonian - oud
- Lester Mendez - pianoforte, tastiere, Jupiter-8
- Ron Taylor - organo Hammond, viola
- Edwin Bonilla - percussioni
- Myriam Eli - percussioni
- Teddy Mulet - tromba
- Fadi Hardan - fisarmonica, cori
- Marcelo Añez - viola
- Paul Hoyle - viola
- Joel Numa - viola
- Jack Stamates - violino
- Chris Glansdorp - violoncello
- Tommy Anthony - cori
- Oussamah Karaki - cori
- Raul Midón - cori
- Wenny Pedersen - cori
- Rita Quintero - cori
- Nicolás Tovar - cori
- Nicole Yarling - cori

## Successo commerciale
Globalmente ¿Dónde están los ladrones? ha venduto 300 000 copie il giorno della sua pubblicazione e oltre un milione di copie alla fine del primo mese di disponibilità.
Negli Stati Uniti d'America, l'album ha esordito al numero 141 della Billboard 200 nella seconda settimana dalla sua pubblicazione, settimana vendendo 10 500 unità, con un aumento del 75% rispetto rispetto alla settimana precedente. La settimana successiva ha raggiunto la posizione 131. Contemporaneamente ha esordito alla prima posizione della Top Latin Albums e Latin Pop Albums. A ottobre 2017 l'album ha venduto oltre 920 000 copie nel suolo statunitense, diventando all'epoca il nono album di musica latina più venduto nel Paese secondo Nielsen Soundscan; il disco è stato certificato disco di platino dalla Recording Industry Association of America per aver superato la soglia del milione di unità.